# Резон, Август Карлович
Август Карлович фон Резон (нем. August Friedrich Karl von Raison; 10 или 11 июля 1843, Винда́ва — 15 июня 1915, Петроград) — российский юрист.

## Биография
Выходец из курляндского рода фон Резонов, сын пастора Вильгельма Карла фон Райзона, брат Эрнста Августа фон Рэйзона. Его матерью была Генриетта Каролина, урожденная Клевезаль. Исповедовал лютеранство. Учился в гимназии в Митаве, после чего получил юридическое образование в Москве. Служил в Симбирске членом окружного суда. В 1892 году получил чин действительного статского советника. В 1893—1898 годах был председателем Кутаисского окружного суда.
В 1906 году назначен обер-прокурором уголовного кассационного департамента Правительствующего сената.

## Научная деятельность
Крупный учёный-правовед конца XIX-начала XX века, специалист по уголовному праву. Внёс значительный вклад в теорию длящегося преступления (введя категорию «преступного состояния») и учение о потерпевшем. После утверждения Уголовного уложения Российской Империи 1903 года выпустил работу, в которой произвёл сравнение нового уложения с действовавшим до того Уложением о наказаниях 1845 года.

## Семья
Супруга — дочь симбирского купца Надежда Ивановна Буско (брак был заключён в 1875 году). Двое сыновей (Василий и Юлий).
Внучка Варвара Васильевна Резон-Чёрная — советский учёный-химик, в 1990-е годы приняла монашеский постриг с именем Серафима.